# Келдиёрова, Диёра Бахтиёровна
Диёра Бахтиёровна Келдиёрова (узб. Diyora Baxtiyor qizi Keldiyorova; род. 13 июля 1998, Джума, Самаркандская область) — узбекская дзюдоистка, выступающая в весовой категории до 52 кг. Олимпийская чемпионка 2024, чемпионка Азии, призёр чемпионатов мира и Всемирных военных игр. Первая узбекская спортсменка, которая выиграла турнир «Большого шлема» по дзюдо.
Первая спортсменка в истории Узбекистана, завоевавшая золотую медаль по дзюдо среди женщин на Олимпийских играх.

## Биография
Родилась в городе Джума Самаркандской области. Отец Бахтиёр Мардонов — рабочий завода, мать Дилором Шарипова — воспитатель детского сада. Диёра воспитывалась в детстве бабушкой по отцовской линии Гульсарой Рухсатовой и её супругом Келдиёром, в честь которого девочка и получила фамилию. Гульсара Рухсатова занималась в молодости борьбой кураш и участвовала в районных соревнованиях, но отработала всю жизнь воспитательницей в детском саду.
Диёра начала заниматься дзюдо в шесть лет у тренера Хуршиды Халиковой. В 2010 году в возрасте 12 лет она стала чемпионкой Узбекистана по дзюдо, благодаря чему её пригласили в национальную сборную. Её тренером в женской сборной являлась Нелли Киямова.
В 2013 году спортсменка завоевала бронзовую медаль в весовой категории до 44 кг на юношеских Азиатских играх в Нанкине (Китай). В 2016 и 2018 годах выигрывала бронзовые медали на Чемпионате Азии по дзюдо среди юниоров.
В 2018 году на летних Азиатских играх в Джакарте (Индонезия) в весовой категории до 48 кг во втором раунде проиграла олимпийскому призёру из Японии Ами Кондо со счётом 10:0, которая затем вышла в финал турнира. В утешительном раунде встретилась с корейской дзюдоисткой Джон Ю-сун, но проиграла со счётом 1:10 и завершила выступление на турнире.
В 2019 году на чемпионате Азии по дзюдо в Эль-Фуджайра (ОАЭ) в весовой категории до 52 кг в финале турнира победила монгольскую дзюдоистку Лхагвасурэнгийн Сосорбарам и завоевала золотую медаль. На Летней Универсиаде в Неаполе (Италия) в весовой категории до 52 кг завоевала бронзовую медаль. На летних Всемирных военных играх в Ухане (Китай) также завоевала бронзовую медаль.
В 2021 году на турнире «Большого шлема» по дзюдо в Анталии (Турция) в финале одержала победу над Эстреллой Лопес из Испании. Благодаря этой победе стала первой узбекской девушкой, которая удостоилась золота на турнире «Большого шлема» по дзюдо. На чемпионате Азии по дзюдо в Бишкеке (Кыргызстан) в весовой категории до 52 кг завоевала серебряную медаль, проиграв в финале корейской дзюдоистке Пак Да-Сол. В июле 2021 года на чемпионате мира по дзюдо в Будапеште (Венгрия) в командном первенстве завоевала бронзовую медаль, но в весовой категории до 52 кг проиграла в борьбе за бронзу израильской дзюдоистке Гефен Примо со счётом 10:0. На Летних Олимпийских играх в Токио (Япония) в первом раунде снова проиграла монгольской дзюдоистке Лхагвасурен Сосорбарам. На чемпионате мира среди военнослужащих в Париже завоевала золотую медаль в категории до 52 кг.
В мае 2023 года, в столице Катара, на чемпионате мира, в весовой категории до 52 кг стала обладателем серебряной медали, в финале уступив японской спортсменке Ута Абэ. В апреле 2024 года на чемпионате Азии в борьбе за бронзовую медаль одолела уроженку Южной Кореи Ерин Джунг и выиграла бронзовую медаль. 20 мая того же года на предолимпийском чемпионате мира, который состоялся в Объединённых Арабских Эмиратах, завоевала серебряную медаль, в финале уступив спортсменке из Италии Одетте Джуффриде.
28 июля 2024 года на Олимпиаде в Париже, в 1/16 соревнований чистой победой — иппоном 10:1 взяла реванш за поражение в катарском финале 2023 года японской спортсменке Ута Абэ. В финале одолела косовскую спортсменку Дистрию Красничи и стала олимпийской чемпионкой.
В августе 2024 года Диёра была назначена социальным комиссаром Национального агентства социальной защиты по борьбе с гендерным неравенством и насилием в отношении детей. Также в этом месяце за выдающийся вклад в развитие олимпийского движения в Узбекистане, популяризацию физической культуры и спорта и высокие спортивные результаты на XXXIII летней Олимпиаде в Париже указом Президента Узбекистана Диёре было присвоено почетное звание «Узбекистон ифтихори».